# Chelodina longicollis
La tartaruga lungocollo comune (Chelodina longicollis Shaw, 1794) è una testuggine della famiglia Chelidae  che vive nell'Australia orientale e meridionale.

## Descrizione
Lunga 20–25 cm, con una piccola testa e un collo smisurato, questa testuggine è uno dei rettili d'acqua dolce più tipici dell'Australia.
Spesso testa e collo insieme sono più lunghi della corazza: è una caratteristica che le consente di sferrare attacchi improvvisi alle prede (pesci, girini e crostacei). Il suo collo può anche essere usato come "snorkel" e le permette di riposare sul letto di un corso d'acqua lento, in una palude o in una laguna pur continuando a respirare.

## Biologia
In estate può migrare sul terreno coprendo anche grandi distanze in cerca di acqua. Se disturbata, emette un fluido maleodorante dalle ghiandole del muschio. La femmina depone 6-24 fragili uova in un nido scavato nel terreno erboso o sabbioso di notte o dopo la pioggia.